# 山本英春
山本 英春（やまもと えいしゅん、生没年不詳）は明治時代末期から大正時代の浮世絵師。山本英春は昭和17年9月20日没。戒名は彩雲院秀誉英春居士。父は浮世絵の彫り師山本信司。

## 来歴
右田年英の門人。大正期に大阪から刊行された本に多くの口絵を描いている。同門に鰭崎英朋、河合英忠らがいた。

## 作品
- 「若武士」 口絵 稲岡奴之助作 精華堂書店 明治39年
- 「夢の女」 口絵 永井荷風作 精華堂書店 明治40年
- 「梢の花」 口絵 永井荷風作 精華堂書店 明治41年